# Un éclair de génie
Pour plus de détails, voir Fiche technique et Distribution.
Un éclair de génie (Flash of Genius) est un film de procès américain réalisé par Marc Abraham en 2008.

## Synopsis
Inspirée d'une histoire vraie, Un éclair de génie retrace la bataille de Robert Kearns contre l'industrie automobile américaine, après que celui-ci a inventé "l'essuie-glace à balayage intermittent" et s'est fait voler son système par Ford.

## Fiche technique
- Titre : Un éclair de génie
- Titre original : Flash of Genius
- Réalisation : Marc Abraham
- Scénario : Philip Railsback, John Seabrook
- Photographie : Dante Spinotti
- Musique : Aaron Zigman
- Producteur : Gary Barber, Roger Birnbaum, Michael Lieber
- Genre : drame, biographie
- Pays : États-Unis, Canada
- Langues : anglaise et espagnole
- Durée : 119 minutes
- Date de sortie : 3 octobre 2008 aux  États-Unis ; 27 mai 2009 en  France

## Distribution
- Greg Kinnear (VF : Bruno Choël) : Robert Kearns
- Lauren Graham (VF : Nathalie Régnier) : Phyllis Kearns
- Jake Abel (VF : Damien Ferrette) : Dennis Kearns à 21 ans
- Dermot Mulroney (VF : Gilles Morvan) : Gil Privick
- Daniel Roebuck : Frank Sertin
- Tatiana Maslany : Kathy adulte
- Alan Alda (VF : François Jaubert) : Gregory Lawson
- Tim Kelleher (VF : Pascal Massix) : Charlie Defao
- Mitch Pileggi (VF : Marc Alfos) : Ford Exec
- Bill Smitrovich (VF : Bernard-Pierre Donnadieu) : le juge Michael Franks

Source et légende : Version Française (VF)  sur VoxoFilm et RS Doublage

## Réception critique
Un éclair de génie a rencontré un accueil mitigé des critiques professionnels : 59 % des 105 commentaires collectés par le site Rotten Tomatoes sont positifs, avec une note moyenne de 6⁄10, tandis que le site Metacritic lui attribue un score de 57⁄100, pour 25 commentaires collectés.

## Box-office
Un éclair de génie a rapporté 4 802 953 $ de recettes mondiales, dont 4 442 377 $ rien qu'aux  États-Unis.